# Antirhea tayabensis
Antirhea tayabensis är en måreväxtart som beskrevs av Shu Miaw Chaw. Antirhea tayabensis ingår i släktet Antirhea och familjen måreväxter. Inga underarter finns listade i Catalogue of Life.